# Salas de Exposiciones Temporales del Banco de la República
El edificio Salas de Exposiciones Temporales del Banco de la República se encuentra en el barrio histórico La Candelaria de Bogotá. Se encuentra en la Manzana de la Cultura, entre las calles Novena y Décima y las carreras Cuarta y Quinta, que también conforman la Casa de la Moneda y el Museo Botero. El edificio presenta un diseño sencillo donde se resaltaran las obras expuestas y no el lugar donde se exponen.

## Estilo

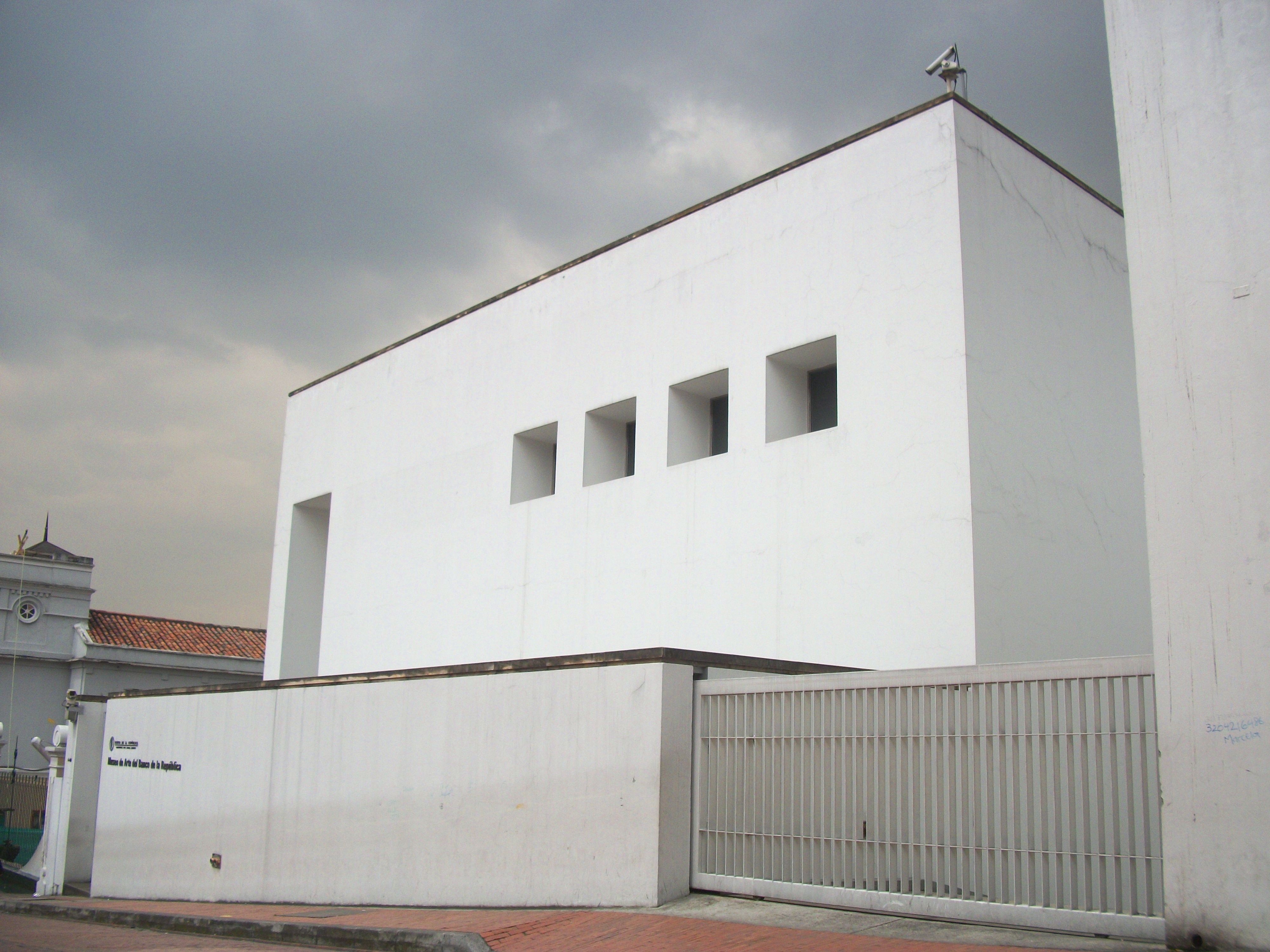
Costado sur del edificio.

El lugar lo compone un inmueble blanco ubicado en lote angosto entre las calles Décima y Once. Sus volúmenes son puros y simples, definiendo espacios y recorridos internos que responden situacionalmente a los edificios y calles del entorno. De hecho, el proyecto comprendió la integración de la plazoleta que lleva el nombre del pintor neogranadino Gregorio Vásquez de Arce y Ceballos, situada en un plano inferior con respecto a la calle, con la cual la conectan unas escalinatas que funcionan como entrada principal. Esta zona ocupa el espacio antiguamente consagrado a un parqueadero, el cual se demolió para aprovechar el costado oriental del Museo Botero.
Por su parte, la integración del edificio Salas de Exposiciones con este museo es notable, ya que ambos sitios se articulan en una plazoleta interna que funciona asimismo como espacio de circulación entre los elementos de la Manzana de la Cultura. El edificio se estructura asimismo con respecto a su "calle cubierta", rematada por lucarnas redondas, que lo atraviesa de sur a norte y funciona como eje de distribución de las salas, tienda, auditorio y otras dependencias del lugar.

## Distinciones
El edificio Salas de Exposiciones Temporales del Banco de la República obtuvo el Gran Premio Bienal al Diseño Arquitectónico en la XIV Bienal Panamericana de Arquitectura de Quito.